# François van der Straeten
François Joseph Van der Straeten, ook Van der Straeten Van Esbeke, (Gent, 16 februari 1769 - 15 januari 1850) was een Belgisch senator.

## Levensloop
Hij was een zoon van Jonas Van der Straeten en van Marie-Anne Biebuyck. Hij trouwde met Marie Van Esbeke (1773-1840). Hij was een oom van volksvertegenwoordiger Joseph Van Goethem (betovergrootvader van graaf Patrick d'Udekem d'Acoz, de vader van koningin Mathilde).
Handelaar van beroep, werd hij in 1831 verkozen tot katholiek senator voor het arrondissement Sint-Niklaas. Hij vervulde dit mandaat tot in 1835.
Via zijn vrouw erfde hij de Peismolen, een graanwatermolen, in Kruibeke. De volgende eigenaar was zijn neef Joseph Van Goethem, zodat men mag aannemen dat Van der Straeten kinderloos bleef.